# Cô cô đầu xám
Cochoa purpurea là một loài chim trong họ Turdidae. Chúng có màu sắc rực rỡ sống trong các khu rừng ôn đới ở châu Á. Đây là một loài chim im lặng và khó quan sát, được cho là có liên quan đến họ Muscicapidae. Loài này thích những nơi tối dưới tán cây và thường đậu im bất động.

## Phân bố và môi trường sống
Loài này tìm thấy ở Bangladesh, Bhutan, Cộng hòa Nhân dân Trung Hoa, Ấn Độ, Lào, Myanmar, Nepal, Thái Lan, và Việt Nam. Ở Ấn Độ, loài được thấy ở dọc theo Himalaya với giới hạn biên giới phía Tây khoảng 100 km thuộc Musoorie.
Môi trường sống tự nhiên của loài này là rừng cận nhiệt hoặc nhiệt đới thấp ẩm ướt và các khu rừng núi (montane forest) ẩm ướt nhiệt đới, cận nhiệt.

## Hành vi và hệ sinh thái
Loài này rất không tích cực hoạt động và thường trú trong tán cây. Mùa sinh sản từ tháng 05 đến tháng 07, chúng xây tổ hình cái cốc ở chạc ba nhánh cây. Tổ được bao quanh gồm rêu, địa y và dạng nấm trắng đặc biệt. Tổ chứa 3 quả trứng có màu xanh nhạt đến xanh đậm với các vết loang lổ được ấp bởi con đực lẫn con mái. Chúng rất nhút nhát ở tổ và bay đi ngay cả khi có tiếng động ở xa. Loài chim này nuôi các con non bằng dâu rừng, côn trùng và động vật thân mềm.